# Нощта на шампионите (2011)
Осем мача се проведоха по време на събитието, седем от които са били излъчвани на живо по заплащане-на-преглед. Събитието включваше няколко основни събития като Трите Хикса победи Си Ем Пънк, Джон Сина победи Алберто Дел Рио, за Титлата на федерацията, и Марк Хенри победи Ренди Ортън за Световната титла в тежка категория.

## Предистория
Ада в клетка ще включва професионални кеч мачове, включващи различни кечисти от предварително съществуващи сценарист вражди, и сюжетни линии, които играят върху първични телевизионни програми на WWE, RAW и SmackDown. Кечистите ще представят герои или злодеи, тъй като те следват поредица от събития, които изграждат напрежение, и завършва с мач по борба или серия от мачове.

## Резултати
| # | Мач                                                                              | Правила | Време |
| - | -------------------------------------------------------------------------------- | --- | ----- |
| † | Даниел Брайън победи Хийт Слейтър чрез предаване                                 | Сингъл мач | 5:13  |
| 2 | Евън Борн и Кофи Кингстън (ш) победиха Страхотната истина Миз и Ар Труф          | Отборен мач за Отборните титли на федерацията | 09:50 |
| 3 | Коуди Роудс (ш) победи Тед Дибиаси                                               | Сингъл мач за Интерконтинеталната титла | 9:43  |
| 4 | Долф Зиглър (ш) (с Вики Гереро) победи Джак Фукльото, Алекс Райли и Джон Морисън | Мач фатална четворка за [[WWE United States Championship\|Титлата на Съединените щати                                                            | 8:19  |
| 5 | Марк Хенри победи Ренди Ортън (ш)                                                | Сингъл мач за Световната титла в тежка категория                                                                                                 | 13:06 |
| 6 | Кели Кели (ш) (с Ив Торес) победи Бет Финикс (с Наталия                          | Сингъл мач за Титлата при дивите | 6:26  |
| 7 | Джон Сина победи Алберто Дел Рио (щ) (с Рикардо Родригез) чрез предаване         | Сингъл мач за Титлата на Федерацията | 17:31 |
| 8 | Трите Хикса победи Си Ем Пънк                                                    | Мач без дисквалификаций ако Си Ем Пънк печели, Трите Хикса би трябвало да подаде оставка като главен оперативен директор на Световната федерация | 24:10 |